# Nuon Chea
Lao Kim Lorn, més conegut com a Nuon Chea (llengua khmer: នួន ជា), i alternativament com Long Bunruot (llengua khmer: ឡុង ប៊ុនរត្ន) o Rungloet Laodi (llengua khmer: រុងឡឺត ឡាវឌី tailandès รุ่งเลิศ เหล่าดี), (Voat Kor, 7 de juliol de 1926 – Phnom Penh, 4 d'agost de 2019) va ser un polític cambodjà, considerat l'ideòleg dels Khmers rojos. També va ser Primer ministre de Cambodja durant el mes d'octubre de 1976.
Conegut de vegades com «Germà número dos» (llengua khmer: បងធំទី២), va ser la mà dreta del líder dels khmers rojos Pol Pot durant el genocidi de Cambodja entre 1975 i 1979. Detingut el 2007, el 2014 va ser condemnat per crims contra la humanitat juntament amb Khieu Samphan, i el 2018 condemnat per genocidi. Morí el 4 d'agost de 2019 mentre complia condemna.

## Primers anys
Nuon Chea va néixer amb el nom de Lao Kim Lorn el 7 de juliol de 1926 a la localitat de Voat Kor, a la província de Battambang, Protectorat de Cambodja. El pare de Nuon, Lao Liv, treballava com a comerciant i com a agricultor de blat de moro, mentre que la seva mare, Dos Peanh, era sastre. Una entrevista d'un investigador japonès el 2003 amb Nuon Chea va citar que Liv era xinès, mentre que Peanh era filla d'un immigrant xinès de Shantou i la seva esposa khmer. El 2011, però, Chea va dir al Tribunal de Khmers rojos que només era un quart xinès a través del seu pare mig xinès. De petit, va ser criat en costums xinesos i khmers. La família resava al temple budista theravada, però observava costums religiosos xinesos durant l'Any nou xinès i el festival Qingming. Va començar l'escola als set anys i es va educar en tailandès, francès i khmer.
A la dècada de 1940, va estudiar a l'escola Wat Benchamabophit i a la facultat de Dret de la Universitat Thammasat de Bangkok i va treballar a temps parcial pel Ministeri d'Afers Exteriors tailandès. A Bangkok va començar les seves activitats polítiques al Partit Comunista de Siam. Va ser elegit secretari general adjunt del Partit dels Treballadors de Kamputxea (més tard rebatejat com a Partit Comunista de Kamputxea) al setembre de 1960. A la Kamputxea Democràtica va ser generalment conegut com a «Germà Número Dos». A diferència de la majoria dels líders dels Khmers rojos, Chea no va estudiar a París.
Tal com es documenta als arxius soviètics, Chea va tenir un paper important en la negociació de la invasió nord-vietnamita de Cambodja el 1970, amb la intenció de forçar el col·lapse del govern de Lon Nol: «A l'abril-maig de 1970, moltes forces nord-vietnamites van entrar a Cambodja en resposta a la crida de suport dirigida al Vietnam no per Pol Pot, sinó pel seu subaltern Nuon Chea». Nguyễn Cơ Thạch recorda: «Nuon Chea ha demanat ajuda i hem alliberat cinc províncies de Cambodja en deu dies». L'any 1970, de fet, les forces vietnamites van ocupar gairebé una quarta part del territori de Cambodja, i la zona de control comunista va créixer diverses vegades, ja que el poder a les anomenades regions alliberades es va donar al CPK [Khmers rojos]. Aleshores, les relacions entre Pol Pot i els líders nord-vietnamites eren especialment càlides. El nord-vietnamites va confiar en Nuon Chea més que en Pol Pot o Ieng Sary, tot i que Chea «va enganyar constantment i conscientment als principals vietnamites sobre els plans reals dels líders khmers». Com a resultat, «Hanoi no va emprendre cap acció en benefici propi per canviar el patró de poder als quadres superiors del Partit Comunista».

## Carrera
Amb la recent proclamada legislatura estatal, l'Assemblea Representativa del Poble de Kamputxea va celebrar la seva primera sessió plenària entre l'11 i el 13 d'abril de 1976, en la que Chea va ser escollit president del seu Comitè Permanent. Va ocupar el càrrec de primer ministre en funcions quan Pol Pot va dimitir durant un mes per raons de salut. Segons Dmitri Mossiakov, «A l'octubre de 1978, Hanoi encara creia que hi havia dues figures destacades del partit a Phnom Penh que simpatitzaven amb Vietnam: Nuon Chea i l'ex primer secretari de la zona de l'est, So Phim… Els vietnamites esperaven que aquestes figures encapçalarien una revolta contra Pol Pot va resultar sense fonament: Phim va morir durant la revolta el juny de 1978, mentre que Nuon Chea, com se sap, va resultar ser un dels seguidors més devots de Pol Pot; no es va unir al costat vietnamita... És difícil d'entendre per què fins a finals de 1978 es va creure a Hanoi que Nuon Chea era "el seu home" malgrat que tota l'experiència prèvia demostrava tot el contrari. Hanoi era conscient del seu recolzament a Pol Pot, les seves exigències que la "minoria vietnamita no s'hauria de permetre residir a Kamputxea", la seva crueltat extrema, així com el fet que, "en comparació amb Nuon Chea, la gent considerava Pol Pot un exemple de bondat"?».
Chea es va veure obligat a abandonar el càrrec de president de l'Assemblea, juntament amb tots els altres, ja que els vietnamites van capturar Phnom Penh el gener de 1979. Segons el comandant de la presó Kaing Guek Eav (més conegut com a «Duch»), que va descriure Chea com "l'home principal per a les matances" i va manifestar que "[Chea] em va ordenar que matés tots els presos restants" a Tuol Sleng poc abans del final del règim; Chea es va posar "furiós" que Duch fracassés en la destrucció dels extensos arxius de Tuol Sleng documentant tortures i assassinats massius a la presó abans que els vietnamites prenguessin el lloc. El desembre de 1998, Chea es va rendir com a part de les últimes restes de la resistència dels Khmers rojos establerta a Pailin, prop de la frontera amb Tailàndia. El govern del primer ministre Hun Sen, que anteriorment era membre dels Khmers Rojos, va acceptar abandonar els intents de perseguir a Chea, una decisió que va ser condemnada pels governs occidentals.

## Arrest i judici

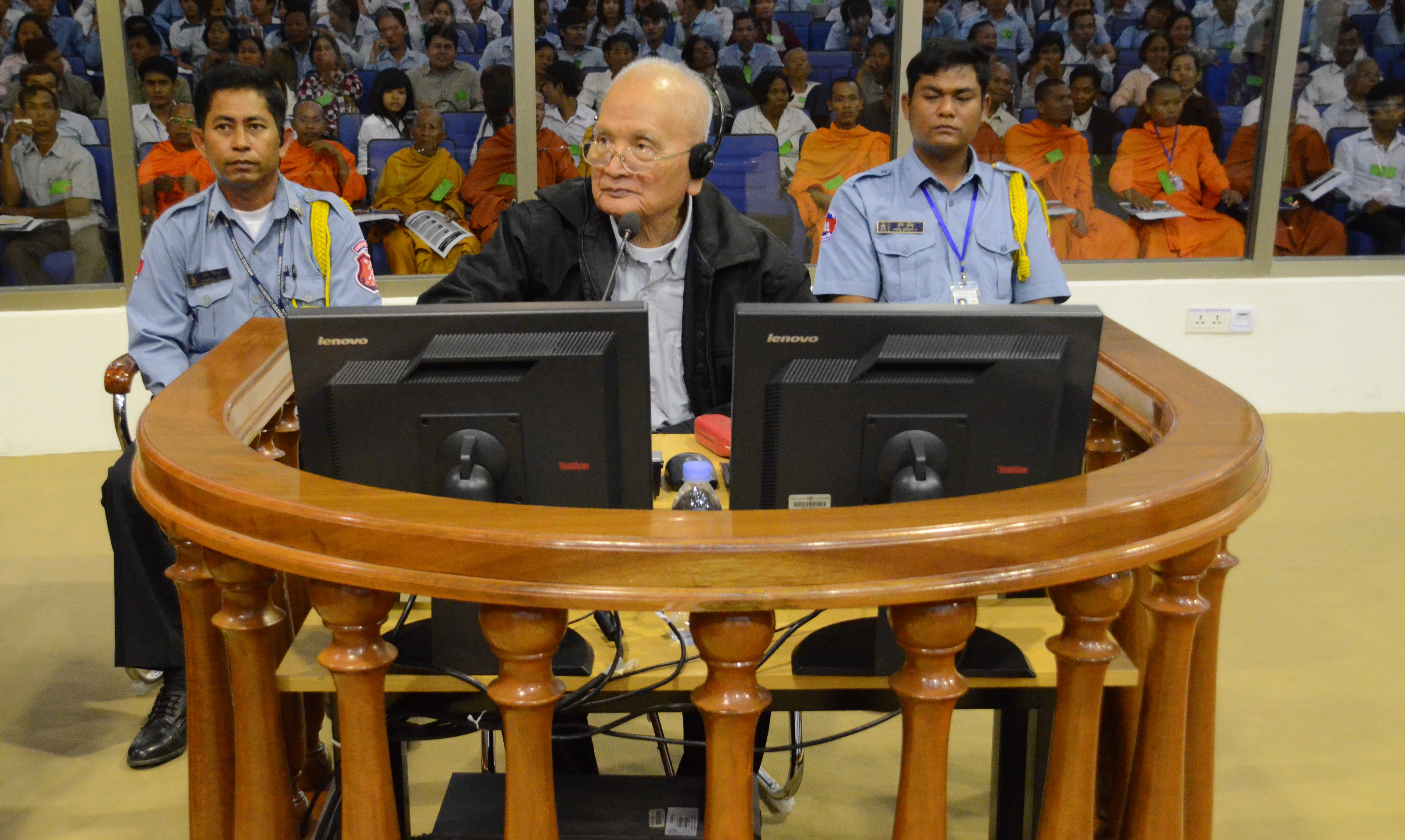
Judici a Nuon Chea (2011)

El 19 de setembre de 2007, Chea, de 81 anys, va ser arrestat a la seva casa de Pailin i enviat al Tribunal de Khmers rojos a Phnom Penh, que el va acusar de crims de guerra i crims contra la humanitat. Després de la seva detenció se'l va mantenir en presó preventiva. Al febrer de 2008, va sol·licitar davant del tribunal que el seu cas havia de ser resolt segons les normes internacionals. Va argumentar que el tribunal hauria de retardar els processos perquè el seu advocat holandès, Michiel Pestman, encara no havia arribat.
El maig de 2013 va manifestar davant del tribunal i a les famílies de les víctimes: «Em penedeixo dels delictes que es van cometre intencionadament o no, tant si els hagués sabut d'ells com si no». El 7 d'agost de 2014 el tribunal el va condemnar a presó de per vida per crims contra la humanitat. El seu advocat va anunciar immediatament que apel·laria contra la sentència condemnatòria. Chea va haver d'afrontar un altre judici amb el mateix tribunal pel delicte de genocidi. El 16 de novembre de 2018 el tribunal va considerar que tant Khieu Samphan com ell eren culpables de genocidi contra el poble vietnamita i txam.
A l'informe final davant del tribunal, que tenia unes 500 pàgines, Chea va «culpar als agents vietnamites de pràcticament tot el que anava malament durant el govern dels Khmers rojos». També va negar la responsabilitat dels assassinats en massa, però es va contradir amb la documentació detallada que es va oblidar d'eliminar el règim dels Khmers rojos, incloses les estranyes "confessions" extretes sota tortura a Tuol Sleng i fotografies de les víctimes de les purgues, així com una gravació realitzada per un periodista cambodjà abans de l'arrest de Chea el 2007 en què va admetre: «Creieu-me, si aquests traïdors fossin vius, els khmers com a poble s'haurien acabat... Si haguéssim mostrat misericòrdia amb aquesta gent, la nació s'hauria perdut».

## Mort
Nuon Chea va morir el 4 d'agost de 2019 a l'Hospital d'Amistat Khmer-soviètica de Phnom Penh, als 93 anys. El 2 de juliol va ser hospitalitzat per falta de flux sanguini a un dels dits del peu que es va acabar tornant negre. A causa de l'edat avançada, la suficient manca de circulació li va provocar una infecció que finalment el va matar molt probablement d'una sèpsia i l'eventual fallida de múltiples òrgans. El seu cos més tard va ser portat al districte de Sala Krau, a la província de Pailin, abans de la cremació, segons la tradició budista.